# DocuDays UA
Międzynarodowy Festiwal Filmów Dokumentalnych o Prawach Człowieka „DocuDays UA” (ukr. Міжнародний кінофестиваль документального кіно про права людини «Докудейз») – coroczny międzynarodowy festiwal filmów dokumentalnych poświęconych tematyce praw człowieka, odbywający się w Kijowie na Ukrainie. Celem festiwalu jest promowanie szacunku dla praw człowieka i podstawowych wolności, podkreślanie godności ludzkiej jako najwyższej wartości oraz wspieranie aktywności obywatelskiej i rozwoju kina dokumentalnego.

## Historia
Pierwsza edycja festiwalu, początkowo nazwanego Docudays on Human Rights, odbyła się w 2003. Program obejmował wówczas zarówno filmy dokumentalne, jak i fabularne, z których większość miała swoje ukraińskie premiery. Od samego początku organizatorzy dążyli do tego, aby prezentowane filmy były pokazywane nie tylko w Kijowie, ale również w innych regionach Ukrainy.
Druga edycja festiwalu miała miejsce w 2005 pod tytułem „Ukraiński Kontekst". Tym razem program składał się głównie z filmów dokumentalnych, które były wyświetlane w Domu Kina w Kijowie. Wkrótce po zakończeniu festiwalu filmy wyruszyły w trasę po Ukrainie, dając początek Objazdowemu Festiwalowi Docudays UA.
W 2006 festiwal „Ukraiński Kontekst” został przyjęty do międzynarodowej sieci Human Rights Film Network (HRFN) podczas Międzynarodowego Festiwalu Filmów Dokumentalnych w Amsterdamie (IDFA). W tym samym roku po raz pierwszy wprowadzono jury oceniające filmy, a w kolejnym nagrody zaczęli przyznawać także ukraińscy dziennikarze. W 2008 roprogram festiwalu podzielono na dwa konkursy: twórczy i dotyczący praw człowieka, co zaowocowało powołaniem dwóch odrębnych jury. W tym samym roku festiwal zmienił nazwę na Międzynarodowy Festiwal Filmów Dokumentalnych o Prawach Człowieka „DocuDays UA”. Od tego czasu festiwal tradycyjnie odbywa się w ostatnim tygodniu marca w Domu Kina w Kijowie.

## Organizatorzy
Festiwal jest organizowany przez:
- Organizację Pozarządową „Docudays”
- Ukraińską Helsińską Unię Praw Człowieka
- Organizację Charytatywną „Fundusz Dobroczynności i Zdrowia”
- Centrum Współczesnych Technologii Informacyjnych i Sztuk Wizualnych

Program festiwalu, lista gości, składy jury oraz tematy seminariów i warsztatów są ustalane przez zespół festiwalowy pod przewodnictwem Dyrektora Wykonawczego NGO Docudays.

## Nagrody
Na Docudays UA przyznawane są następujące nagrody:
- DOCU/LIFE: Nagroda przyznawana w konkursie filmów dokumentalnych o tematyce życia codziennego.
- DOCU/RIGHT: Nagroda dla filmów koncentrujących się na kwestiach praw człowieka.
- DOCU/SHORT: Nagroda dla najlepszych filmów krótkometrażowych.
- DOCU/UKRAINE: Nagroda w krajowym konkursie dla ukraińskich filmów dokumentalnych.
- Nagroda Publiczności: Przyznawana na podstawie głosów widzów festiwalu[3][4][5].

Ponadto, festiwal przyznaje specjalne wyróżnienia, takie jak:
- Nagroda im. Andrija Matrosowa: Ustanowiona na cześć producenta festiwalu, Andrija Matrosowa, który zginął w wypadku samochodowym w 2010[6][3]. Nagroda ta jest przyznawana przez zespół festiwalu jednemu z filmów biorących udział w konkursie[4].
- Doc Alliance Award: Nagroda przyznawana w ramach współpracy z siecią Doc Alliance, z nagrodami pieniężnymi w wysokości 5 000 EUR dla najlepszego filmu pełnometrażowego i 3 000 EUR dla najlepszego filmu krótkometrażowego, przeznaczonymi na realizację kolejnych projektów filmowych[7].
- RIGHTS NOW!: nagroda wyróżniająca filmy poruszające aktualne kwestie praw człowieka[8][9].

## Misja
Misją festiwalu jest tworzenie możliwości dla każdego mieszkańca Ukrainy do oglądania utalentowanych i aktualnych filmów dokumentalnych o prawach człowieka z całego świata, promowanie aktywnej postawy obywatelskiej oraz szacunku dla godności ludzkiej, a także wspieranie rozwoju ukraińskiego przemysłu filmowego.